# Jardín chino de Santiago
El jardín chino de Santiago es un jardín chino tradicional en forma de islote ubicado al interior del Parque O'Higgins por el costado Sur (calle Rondizzoni), en la comuna chilena de Santiago Centro.

## Historia
Inaugurado en 2006 como un regalo del gobierno chino con la donación de 20 mil dólares estadounidenses, el jardín tuvo que ser  cerrado al público en 2010 debido a daños en su interior provocados por destrozos de vandalismo. Fue reinaugurado el 22 de enero de 2017 tras gestiones realizadas en una alianza público-privada entre la Municipalidad de Santiago, la Sociedad de Empresarios Chinos en Chile y el Instituto Chileno Chino de Cultura, siendo esta última la principal impulsora de la iniciativa. La remodelación del jardín se enmarcó dentro del contexto de los 46 años del establecimiento de las relaciones diplomáticas chino-chilenas. Dicho evento, que a su vez coincidió con el inicio de los festejos de la Fiesta de la Primavera en China, contó con la presencia de diversas autoridades, como el embajador de la República Popular China en Santiago, Li Baorong, además del concejal Leonel Silva, como representante municipal.
Por otra parte, el jardín cobró un sentido de agradecimiento por parte de los residentes chinos en Chile y de sus descendientes, además de ser considerado como «una ventana del intercambio cultural entre China y Chile».
Próximo al jardín chino por la ladera Oeste del Parque O'Higgins y también en su interior, se encuentra ubicado el «Jardín del Tíbet», creado en homenaje a la primera visita del dalái lama en 1992, uno de los hitos del budismo en Chile.

## Componentes
Dentro de los elementos arquitectónicos del arte chino del recinto, un puente en arco ornamentado con cuatro leones en estilo chino — uno en cada esquina — se encuentra ubicado al acceso principal. Hacia el lado izquierdo se emplaza un paifang con dos Leones de Fu (leones de Buda). Al centro de este parque urbano se sitúa una pérgola en forma de pagoda. 
Sobre la flora y fauna, al interior de la laguna que circunda el jardín se encuentran flores de loto flotando por todo el cuerpo de agua, además de juncos alrededor por donde nadan libremente algunas especies de aves, como patos y especies locales.